# Spiderbait

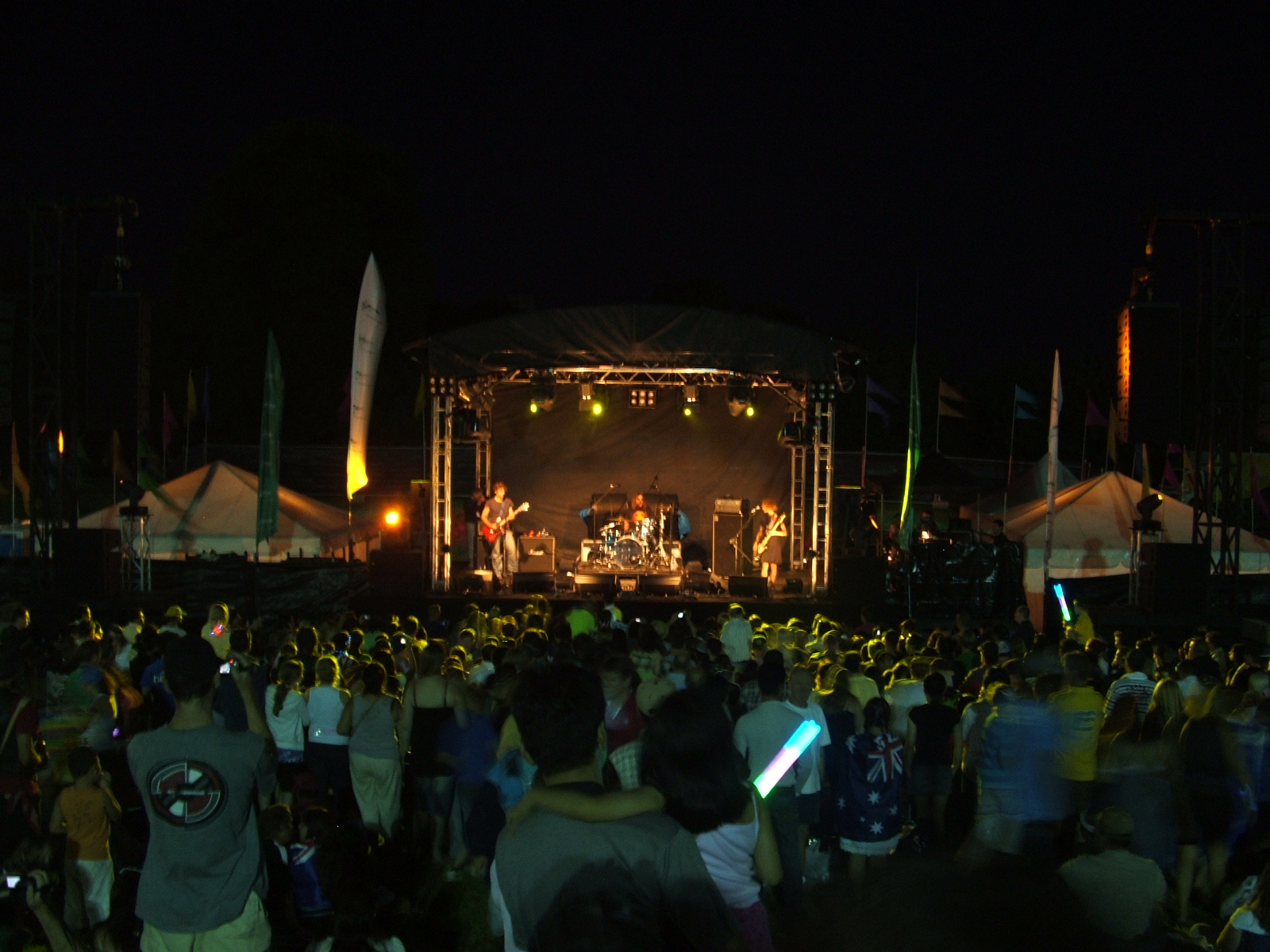
Spiderbait en concert, le 26 janvier 2008 au Parramatta Park (Sydney, Australie)

Spiderbait est un groupe de rock Australien créé en 1991 à Finley, une petite ville au sud de la Nouvelle-Galles du Sud. Le groupe a déjà sorti sept albums, dont deux qui furent dans le top ten Australien et un troisième qui se plaça dans le top 40. Leur chanson Buy Me a Pony fut n°1 au Triple J Hottest 100 (en) en 1996, mais c'est en 2004 que Spiderbait connaîtra le succès avec leur titre Black Betty (une reprise du tube de Ram Jam). La chanson Black Betty figure dans le jeu vidéo Need For Speed Underground 2 et au début du film Les Condamnés, ainsi que Glockenpop qui figure dans le jeu vidéo LittleBigPlanet. On peut aussi l'entendre dans les films Death Race 2 et Miss FBI : Divinement armée

## Membres
- Mark Maher  – percussions et voix
- Damien Whitty – guitare
- Janet English – basse et voix

## Discographie

### Albums studio
- Shashavaglava (1992)
- The Unfinished Spanish Galleon of Finley Lake (1995)
- Ivy and the Big Apples (1996) #3 Australie[2]
- Grand Slam (1999) #10 Australie
- The Flight of Wally Funk (2001) #34 Australie
- Tonight Alright (en) (2004) #14 Australie[1]
- Spiderbait album éponyme (2013)